# لیا ویلکینسون
لیا ویلکینسون (انگلیسی: Leah Wilkinson؛ زادهٔ ۳ دسامبر ۱۹۸۶) بازیکن هاکی روی چمن زن اهل بریتانیا است.